# Condado de Coconino
El condado de Coconino es uno de los 15 condados del estado estadounidense de Arizona, con sede en Flagstaff y siendo su mayor ciudad, posee una superficie de 48,332 km², siendo el condado más extenso del estado de Arizona, con una densidad de población de 2 hab/km². El condado fue fundado en 1891. 

## Galería de imágenes

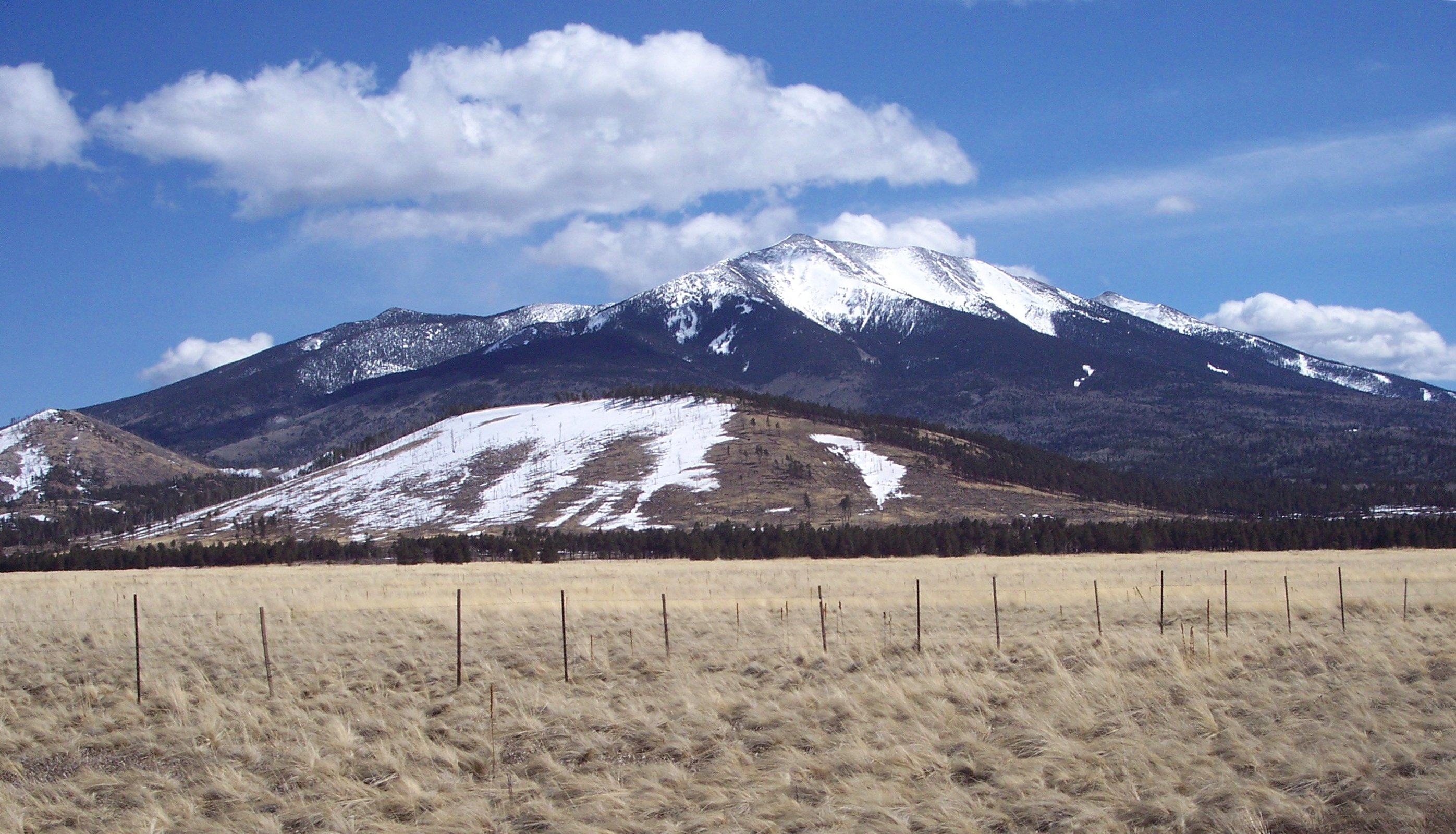
Pico Humphreys
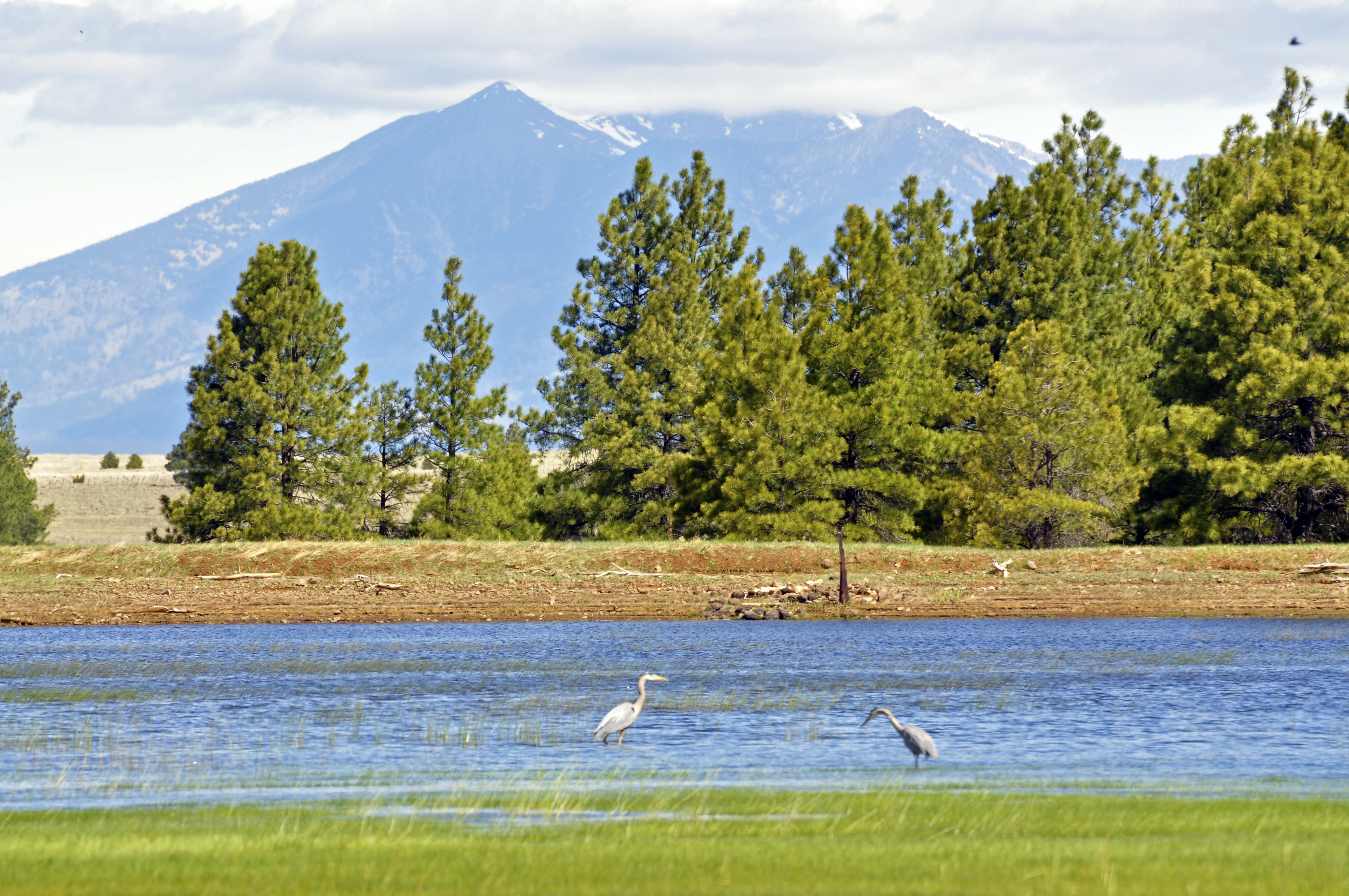
Ardea herodias en Tonys Tank, Coconino National Forest
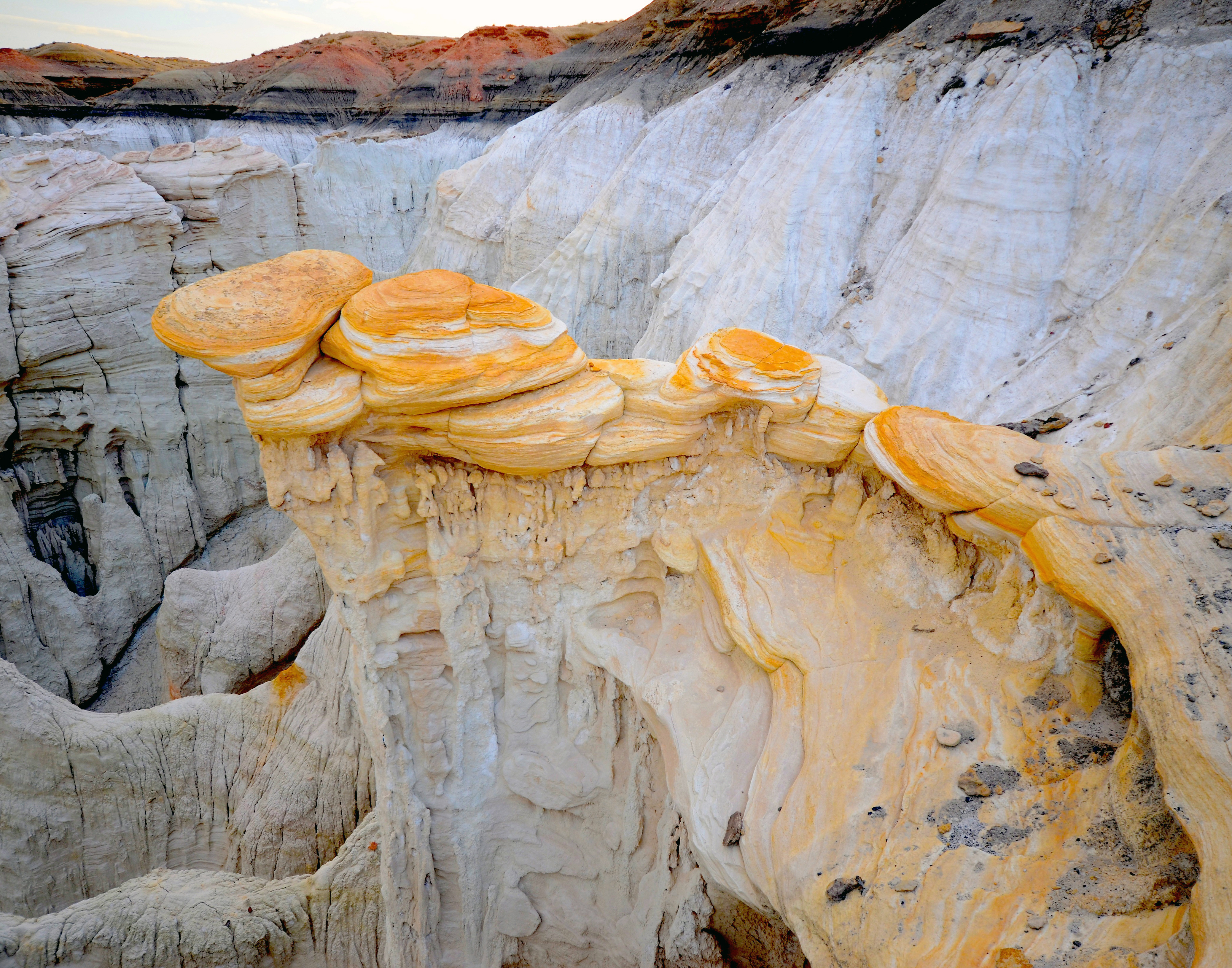
Hahonogeh Canyon
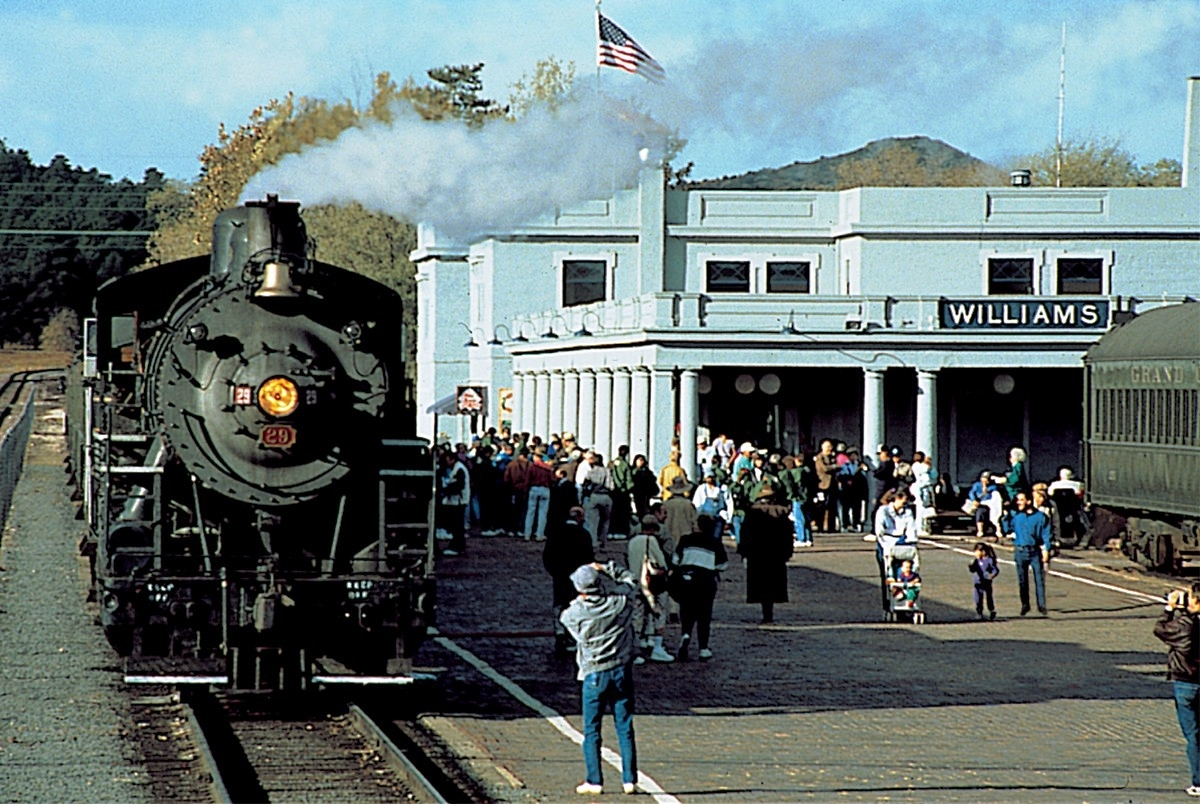
Grand Canyon Railway tren en Williams, Arizona